# Florian Praegant

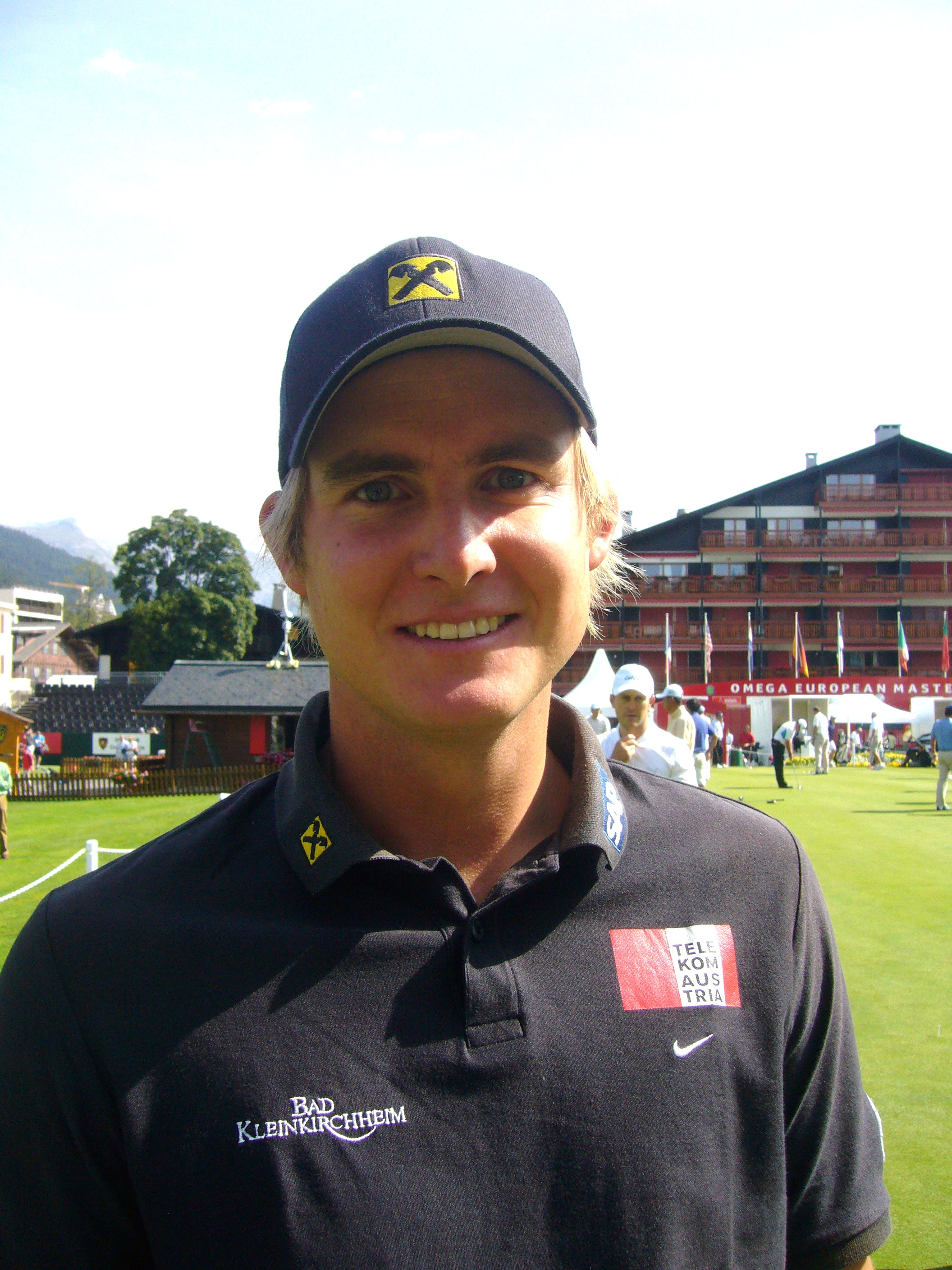
European Masters 2008.

Florian Praegant (Bad Kleinkirchheim, 19 december 1983) is een Oostenrijkse golfer.

## Amateur
Florian begon op 9-jarige leeftijd met golf in zijn geboortestadje Bad Kleinkirchheim, waar zijn ouders een restaurant hebben. Hij studeerde aan de GOLF-Handelsacademie in Stegersbach, waar hij in 2003 zijn dipolma haalde. Als amateur haalde hij handicap +4. 

### Gewonnen
O.a.
- 2005: Zwitsers Amateur, UNIQA FinanceLife Styrian Open (Alps Tour)

## Professional
Eind 2005 werd Praegant professional, maar in 2006 brak hij zijn nek tijdens een vakantie in Italië, waar hij in ondiep water dook. Na ruim drie maanden herstel en fysiotherapie haalde hij eind 2006 de Final Stage van de Tourschool en kreeg zijn spelerskaart voor de Europese Challenge Tour van 2007.
In 2007 speelde hij op de Challenge Tour en de Alps Tour en aan het einde van het jaar behaalde hij via de Tourschool een spelerskaart voor de EUropese Tour. Die kaart verloor hij weer aan het einde van het seizoen, en sindsdien speelt hij op de Challenge Tour. In 2009 haalde hij een 2de en een 3de plaats op de Challenge Tour. Hij speelt ieder jaar enkele toernooien op de Europese Tour samen met landgenoten Markus Brier en Bernd Wiesberger, maar heeft nog geen spelerskaart.

### Teams
- World Cup: 2011 (met Roland Steiner)